# Champions Trophy de hockey sobre césped femenino de 1993
El Champions Trophy de hockey femenino 1993 fue la 4.ª edición del torneo. Se llevó a cabo entre el 22 y 29 de agosto de 1993 en Amstelveen, Países Bajos.

## Equipos participantes
- Alemania
- España
- Países Bajos
- Reino Unido
- Australia
- Corea del Sur

## Tabla de posiciones
| Equipo        | J | G | E | P | GF | GC | D/G | Pts | Clasificación |
| ------------- | - | - | - | - | -- | -- | --- | --- | ------------- |
| Australia     | 5 | 5 | 0 | 0 | 17 | 2  | +15 | 10  | Final         |
| Países Bajos  | 5 | 3 | 1 | 1 | 8  | 2  | +6  | 7   | Final         |
| Corea del Sur | 5 | 2 | 2 | 1 | 11 | 6  | +5  | 6   | 3.ª posición  |
| Alemania      | 5 | 1 | 2 | 2 | 6  | 5  | +1  | 4   | 3.ª posición  |
| Reino Unido   | 5 | 1 | 1 | 3 | 5  | 10 | -5  | 3   | 5.ª posición  |
| España        | 5 | 0 | 0 | 5 | 1  | 23 | -22 | 0   | 5.ª posición  |

## Rueda final

### 5.º y 6.º puesto
|  | Reino Unido | 0 - 1 | España |  |  |

### Tercer puesto
|  | Corea del Sur | 0 - 2 | Alemania |  |  |

### Final
|  | Australia | 1 - 1 (4 - 2 p.) | Países Bajos |  |  |

## Posiciones finales
| Pos | Equipo        |
| --- | ------------- |
|     | Australia     |
|     | Países Bajos  |
|     | Alemania      |
| 4.  | Corea del Sur |
| 5.  | España        |
| 6.  | Reino Unido   |